# Village (Canaries)
Village es una localidad de Santa Lucía, que forma parte del distrito de Canaries.